# Damplein (Antwerpen)
Het Damplein is een plein in de stad Antwerpen gelegen in de Belgische provincie Antwerpen.
Het plein is gelegen in de wijk Dam, meer specifiek Dam-West. Het is ingesloten tussen de straat Viaduct-Dam aan de westzijde en het station Station Antwerpen-Dam en opgehoogde spoorwegberm aan de oostzijde. 
Het is een open plein, omzoomd door een kasseiweg aan de noordzijde en zuidzijde geflankeerd door cafés, winkels en woonhuizen. Enkele platanen en linden verfraaien het centrale gedeelte, dat bestaat uit een verhard gedeelte met basketbalplein, waterfontein en geefkast. 

## Geschiedenis
Op de locatie van het Damplein lag een eiland tussen twee armen van de stroom de Schijn. Dat eiland kreeg de naam Dambrugge toen een brug aan de zuidzijde werd aangelegd om de Schijn over te steken. De wijk kende een heropleving in de tweede helft van de 19de eeuw als logistiek centrum, met pakhuizen en magazijnen, en als locatie voor industriële productie, getuige een chocoladefabriek in 1845 opgericht door Adolphe Meurisse op het Damplein.